# Championnat d'Europe masculin de volley-ball des moins de 21 ans 1984
Navigation
Munich 1982 Pazardzhik 1986
Le 9e championnat d'Europe de volley-ball masculin des moins de 21 ans (Juniors) s'est déroulé du 26 août au 2 septembre 1984  à Clermont-Ferrand et Romagne[Lequel ?] (France).

## Déroulement de la compétition

### Tour préliminaire

#### Composition des groupes
| Poule A                                             | Poule B                                                                  | Poule C                                                            |
| --------------------------------------------------- | ------------------------------------------------------------------------ | ------------------------------------------------------------------ |
| Site : Clermont-Ferrand Bulgarie Grèce Pologne URSS | Site : Clermont-Ferrand Italie Pays-Bas Allemagne de l'Ouest Yougoslavie | Site : Clermont-Ferrand Autriche France Allemagne de l'Est Turquie |

#### Poule A
| # | Équipe   | Pts | J | G | P | Sp | Sc | Ratio | Pp  | Pc  | Ratio |
| - | -------- | --- | - | - | - | -- | -- | ----- | --- | --- | ----- |
| 1 | URSS     | 6   | 3 | 3 | 0 | 9  | 1  | 9     | 146 | 88  | 1.659 |
| 2 | Bulgarie | 5   | 3 | 2 | 1 | 7  | 3  | 2.333 | 143 | 113 | 1.265 |
| 3 | Pologne  | 4   | 3 | 1 | 2 | 3  | 6  | 0.5   | 88  | 110 | 0.8   |
| 4 | Grèce    | 3   | 3 | 0 | 3 | 0  | 9  | 0     | 70  | 136 | 0.515 |

| Date     | Match              | Résultat | Sets  | Sets  | Sets  | Sets  | Sets | Total Points |
| Date     | Match              | Résultat | 1     | 2     | 3     | 4     | 5    | Total Points |
| -------- | ------------------ | -------- | ----- | ----- | ----- | ----- | ---- | ------------ |
| 26.08.84 | URSS - Bulgarie    | 3 - 1    | 15-11 | 15-13 | 11-15 | 15-12 | -    | 56-51        |
| 26.08.84 | Pologne - Grèce    | 3 - 0    | 15-9  | 15-1  | 15-9  | -     | -    | 45-19        |
| 27.08.84 | URSS - Pologne     | 3 - 0    | 15-6  | 15-7  | 15-7  | -     | -    | 45-20        |
| 27.08.84 | Bulgarie - Grèce   | 3 - 0    | 15-12 | 15-8  | 16-14 | -     | -    | 46-34        |
| 28.08.84 | URSS - Grèce       | 3 - 0    | 15-7  | 15-4  | 15-6  | -     | -    | 45-17        |
| 28.08.84 | Bulgarie - Pologne | 3 - 0    | 16-14 | 15-3  | 15-6  | -     | -    | 46-23        |

#### Poule B
| # | Équipe               | Pts | J | G | P | Sp | Sc | Ratio | Pp  | Pc  | Ratio |
| - | -------------------- | --- | - | - | - | -- | -- | ----- | --- | --- | ----- |
| 1 | Italie               | 6   | 3 | 3 | 0 | 9  | 1  | 9     | 146 | 69  | 2.116 |
| 2 | Pays-Bas             | 5   | 3 | 2 | 1 | 6  | 5  | 1.2   | 135 | 123 | 1.098 |
| 3 | Allemagne de l'Ouest | 4   | 3 | 1 | 2 | 5  | 7  | 0.714 | 133 | 164 | 0.811 |
| 4 | Yougoslavie          | 3   | 3 | 0 | 3 | 2  | 9  | 0.222 | 103 | 161 | 0.64  |

| Date     | Match                              | Résultat | Sets  | Sets  | Sets  | Sets  | Sets | Total Points |
| Date     | Match                              | Résultat | 1     | 2     | 3     | 4     | 5    | Total Points |
| -------- | ---------------------------------- | -------- | ----- | ----- | ----- | ----- | ---- | ------------ |
| 26.08.84 | Yougoslavie - Allemagne de l'Ouest | 1 - 3    | 11-15 | 14-16 | 15-12 | 12-15 | -    | 52-58        |
| 26.08.84 | Italie - Pays-Bas                  | 3 - 0    | 15-4  | 15-6  | 15-11 | -     | -    | 45-21        |
| 27.08.84 | Yougoslavie - Pays-Bas             | 1 - 3    | 15-13 | 4-15  | 4-15  | 9-15  | -    | 32-58        |
| 27.08.84 | Italie - Allemagne de l'Ouest      | 3 - 1    | 11-15 | 15-6  | 15-3  | 15-5  | -    | 56-29        |
| 28.08.84 | Yougoslavie - Italie               | 0 - 3    | 8-15  | 5-15  | 6-15  | -     | -    | 19-45        |
| 28.08.84 | Pays-Bas - Allemagne de l'Ouest    | 3 - 1    | 15-12 | 15-6  | 11-15 | 15-13 | -    | 56-46        |

#### Poule C
| # | Équipe             | Pts | J | G | P | Sp | Sc | Ratio | Pp  | Pc  | Ratio |
| - | ------------------ | --- | - | - | - | -- | -- | ----- | --- | --- | ----- |
| 1 | France             | 6   | 3 | 3 | 0 | 9  | 2  | 4.5   | 156 | 89  | 1.753 |
| 2 | Allemagne de l'Est | 5   | 3 | 2 | 1 | 6  | 6  | 1     | 157 | 140 | 1.121 |
| 3 | Turquie            | 4   | 3 | 1 | 2 | 5  | 8  | 0.625 | 146 | 171 | 0.854 |
| 4 | Autriche           | 3   | 3 | 0 | 3 | 5  | 9  | 0.556 | 144 | 203 | 0.709 |

| Date     | Match                         | Résultat | Sets  | Sets  | Sets  | Sets  | Sets | Total Points |
| Date     | Match                         | Résultat | 1     | 2     | 3     | 4     | 5    | Total Points |
| -------- | ----------------------------- | -------- | ----- | ----- | ----- | ----- | ---- | ------------ |
| 26.08.84 | France - Autriche             | 3 - 1    | 15-8  | 15-1  | 10-15 | 15-1  | -    | 55-25        |
| 26.08.84 | Allemagne de l'Est - Turquie  | 3 - 1    | 15-10 | 15-6  | 5-15  | 15-10 | -    | 50-41        |
| 27.08.84 | Allemagne de l'Est - Autriche | 3 - 2    | 13-15 | 15-7  | 15-7  | 18-20 | 15-5 | 76-54        |
| 27.08.84 | France - Turquie              | 3 - 1    | 15-6  | 15-7  | 11-15 | 15-5  | -    | 56-33        |
| 28.08.84 | France - Allemagne de l'Est   | 3 - 0    | 15-9  | 15-12 | 15-10 | -     | -    | 45-31        |
| 28.08.84 | Turquie - Autriche            | 3 - 2    | 10-15 | 15-17 | 15-13 | 17-15 | 15-5 | 72-65        |

### Tour final

#### Poule de Classement 7 à 12 (Romagne)
| # | Équipe               | Pts | J | G | P | Sp | Sc | Ratio | Pp  | Pc  | Ratio |
| - | -------------------- | --- | - | - | - | -- | -- | ----- | --- | --- | ----- |
| 1 | Pologne              | 10  | 5 | 5 | 0 | 15 | 0  | MAX   | 225 | 100 | 2.25  |
| 2 | Allemagne de l'Ouest | 9   | 5 | 4 | 1 | 12 | 5  | 2.4   | 226 | 161 | 1.404 |
| 3 | Yougoslavie          | 7   | 5 | 2 | 3 | 9  | 11 | 0.818 | 255 | 248 | 1.028 |
| 4 | Grèce                | 7   | 5 | 2 | 3 | 7  | 11 | 0.636 | 184 | 236 | 0.78  |
| 5 | Turquie              | 7   | 5 | 2 | 3 | 8  | 13 | 0.615 | 242 | 275 | 0.88  |
| 6 | Autriche             | 5   | 5 | 0 | 5 | 4  | 15 | 0.267 | 165 | 277 | 0.596 |

| Date     | Match                              | Résultat | Sets  | Sets  | Sets  | Sets  | Sets  | Total Points |
| Date     | Match                              | Résultat | 1     | 2     | 3     | 4     | 5     | Total Points |
| -------- | ---------------------------------- | -------- | ----- | ----- | ----- | ----- | ----- | ------------ |
| -        | Pologne - Grèce                    | 3 - 0    | 15-9  | 15-1  | 15-9  | -     | -     | 45-19        |
| -        | Yougoslavie - Allemagne de l'Ouest | 1 - 3    | 11-15 | 14-16 | 15-12 | 12-15 | -     | 52-58        |
| -        | Turquie - Autriche                 | 3 - 2    | 10-15 | 15-17 | 15-12 | 17-15 | 15-5  | 72-64        |
| 30.08.84 | Yougoslavie - Pologne              | 0 - 3    | 10-15 | 10-15 | 5-15  | -     | -     | 25-45        |
| 30.08.84 | Grèce - Turquie                    | 3 - 1    | 17-15 | 2-15  | 15-6  | 15-10 | -     | 49-46        |
| 30.08.84 | Allemagne de l'Ouest - Autriche    | 3 - 0    | 15-1  | 15-9  | 15-0  | -     | -     | 45-10        |
| 31.08.84 | Yougoslavie - Turquie              | 2 - 3    | 9-15  | 9-15  | 15-8  | 15-11 | 14-16 | 62-65        |
| 31.08.84 | Grèce - Autriche                   | 3 - 1    | 15-11 | 11-15 | 15-6  | 15-11 | -     | 56-43        |
| 31.08.84 | Pologne - Allemagne de l'Ouest     | 3 - 0    | 15-6  | 15-11 | 15-6  | -     | -     | 45-23        |
| 01.09.84 | Yougoslavie - Grèce                | 3 - 1    | 12-15 | 15-9  | 15-10 | 15-11 | -     | 57-45        |
| 01.09.84 | Pologne - Autriche                 | 3 - 0    | 15-2  | 15-4  | 15-7  | -     | -     | 45-13        |
| 01.09.84 | Allemagne de l'Ouest - Turquie     | 3 - 1    | 15-8  | 10-15 | 15-4  | 15-12 | -     | 55-39        |
| 02.09.84 | Yougoslavie - Autriche             | 3 - 1    | 14-16 | 15-10 | 15-5  | 15-4  | -     | 59-35        |
| 02.09.84 | Allemagne de l'Ouest - Grèce       | 3 - 0    | 15-5  | 15-6  | 15-4  | -     | -     | 45-15        |
| 02.09.84 | Pologne - Turquie                  | 3 - 0    | 15-8  | 15-3  | 15-9  | -     | -     | 45-20        |

#### Poule Finale (Clermont-Ferrand)
| # | Équipe             | Pts | J | G | P | Sp | Sc | Ratio | Pp  | Pc  | Ratio |
| - | ------------------ | --- | - | - | - | -- | -- | ----- | --- | --- | ----- |
| 1 | URSS               | 10  | 5 | 5 | 0 | 15 | 3  | 5     | 261 | 142 | 1.838 |
| 2 | Bulgarie           | 8   | 5 | 3 | 2 | 12 | 7  | 1.714 | 255 | 204 | 1.25  |
| 3 | Italie             | 8   | 5 | 3 | 2 | 11 | 7  | 1.571 | 229 | 209 | 1.096 |
| 4 | France             | 7   | 5 | 2 | 3 | 9  | 11 | 0.818 | 234 | 257 | 0.911 |
| 5 | Pays-Bas           | 7   | 5 | 2 | 3 | 6  | 11 | 0.545 | 163 | 219 | 0.744 |
| 6 | Allemagne de l'Est | 5   | 5 | 0 | 5 | 1  | 15 | 0.067 | 125 | 236 | 0.53  |

| Date     | Match                         | Résultat | Sets  | Sets  | Sets  | Sets  | Sets | Total Points |
| Date     | Match                         | Résultat | 1     | 2     | 3     | 4     | 5    | Total Points |
| -------- | ----------------------------- | -------- | ----- | ----- | ----- | ----- | ---- | ------------ |
| -        | URSS - Bulgarie               | 3 - 1    | 15-11 | 15-13 | 11-15 | 15-12 | -    | 56-51        |
| -        | Italie - Pays-Bas             | 3 - 0    | 15-4  | 15-6  | 15-11 | -     | -    | 45-21        |
| -        | France - Allemagne de l'Est   | 3 - 0    | 15-9  | 15-12 | 15-10 | -     | -    | 45-31        |
| 30.08.84 | France - Bulgarie             | 3 - 2    | 15-10 | 10-15 | 4-15  | 15-8  | 15-9 | 59-57        |
| 30.08.84 | Pays-Bas - Allemagne de l'Est | 3 - 1    | 15-4  | 11-15 | 15-8  | 15-7  | -    | 56-34        |
| 30.08.84 | URSS - Italie                 | 3 - 1    | 15-8  | 15-1  | 13-15 | 15-13 | -    | 58-37        |
| 31.08.84 | URSS - Pays-Bas               | 3 - 0    | 15-2  | 15-5  | 15-2  | -     | -    | 45-9         |
| 31.08.84 | Italie - France               | 3 - 1    | 13-15 | 15-10 | 15-12 | 15-11 | -    | 58-48        |
| 31.08.84 | Bulgarie - Allemagne de l'Est | 3 - 0    | 15-8  | 15-8  | 15-6  | -     | -    | 45-22        |
| 01.09.84 | Pays-Bas - France             | 3 - 1    | 15-13 | 8-15  | 15-8  | 16-14 | -    | 54-50        |
| 01.09.84 | Bulgarie - Italie             | 3 - 1    | 15-13 | 15-5  | 12-15 | 15-11 | -    | 57-44        |
| 01.09.84 | URSS - Allemagne de l'Est     | 3 - 0    | 15-1  | 15-3  | 15-9  | -     | -    | 45-13        |
| 02.09.84 | Bulgarie - Pays-Bas           | 3 - 0    | 15-6  | 15-8  | 15-9  | -     | -    | 45-23        |
| 02.09.84 | Italie - Allemagne de l'Est   | 3 - 0    | 15-4  | 15-11 | 15-10 | -     | -    | 45-25        |
| 02.09.84 | URSS - France                 | 3 - 1    | 15-8  | 15-4  | 12-15 | 15-5  | -    | 57-32        |

## Classement final
| Place              | Équipe               |
| ------------------ | -------------------- |
| Médaille d'or      | URSS                 |
| Médaille d'argent  | Bulgarie             |
| Médaille de bronze | Italie               |
| 4                  | France               |
| 5                  | Pays-Bas             |
| 6                  | Allemagne de l'Est   |
| 7                  | Pologne              |
| 8                  | Allemagne de l'Ouest |
| 9                  | Yougoslavie          |
| 10                 | Grèce                |
| 11                 | Turquie              |
| 12                 | Autriche             |